# Nam (cognome)
Nam (남?, 南, 男?) è un cognome di lingua coreana.

## Possibili trascrizioni
Nahm, Narm, Nham.

## Origine e diffusione
Il significato del cognome è "sud". Il censimento sudcoreano del 2000 ha rilevato 257.178 persone con questo cognome, di cui 150.394 appartenevano al clan Uiryeong Nam. Secondo lo stesso censimento, il luogo con la più alta frequenza di persone appartenenti a quel bon-gwan era la contea di Eumseong, nel Chungcheong Settentrionale, dove contava 1.021 persone, ovvero l'1,21% della popolazione; ciò ha rappresentato un calo significativo sia in numero che in proporzione rispetto al censimento del 1985, quando rappresentava 1.427 persone, ovvero l'1,71% della popolazione.
Si tratta del 30º cognome per diffusione in Corea secondo i dati del Korean National Statistics Office del 2015. Nel Paese è portato da circa 275659 persone.

## Persone
- Eric Nam, cantautore statunitense di origini sudcoreane
- Nam Joo-hyuk, attore e modello sudcoreano